# Академия изящных искусств (Богота)
Академия изящных искусств Боготы (исп. Academia Superior de Artes de Bogotá; ASAB) — колледж искусств Окружного университета Франсиско Хосе де Кальдаса, расположенный в баррио Ла-Капучина в центре Боготы.
Основана в 1989 году Окружным институтом культуры и туризма на базе шести из семи художественных школ округа ‒ театральной, изобразительного искусства, народного танца, балета, кукольного театра, музыкальной школы Эмилио Мурильо и академии Луиса А. Кальво, учреждённых с 1970 по 1980 год.
С 1991 года академия занимает здание Паласио-де-ла-Мерсед. Оно было построено в 1923 году в стиле французского неоклассицизма по проекту архитектора Карлоса Хосе Ласкано Берти. В том же 1989 году здание было включено в список объектов национального культурного наследия Колумбии. У входа в академию установлен бюст Камило Торресу Тенорио, борцу за независимость страны.
В 1991 году академия заключила соглашение с Окружным университетом Франсиско Хосе де Кальдаса по подготовке специалистов в области пластических, музыкальных, танцевального и исполнительских искусств. С 27 декабря 2005 года она стала колледжем искусств ‒ ASAB Окружного университета. Студенческое сообщество попросило университет сохранить инициалы учебного заведения в названии колледжа. В 2011 году в академии были открыты новые курсы на кафедре танцевальных искусств. Колледж также получил право присваивать степень магистра искусств. В настоящее время ASAB имеет пять программ высшего образования, четыре из которых являются программами бакалавриата.